# Горячий юпитер

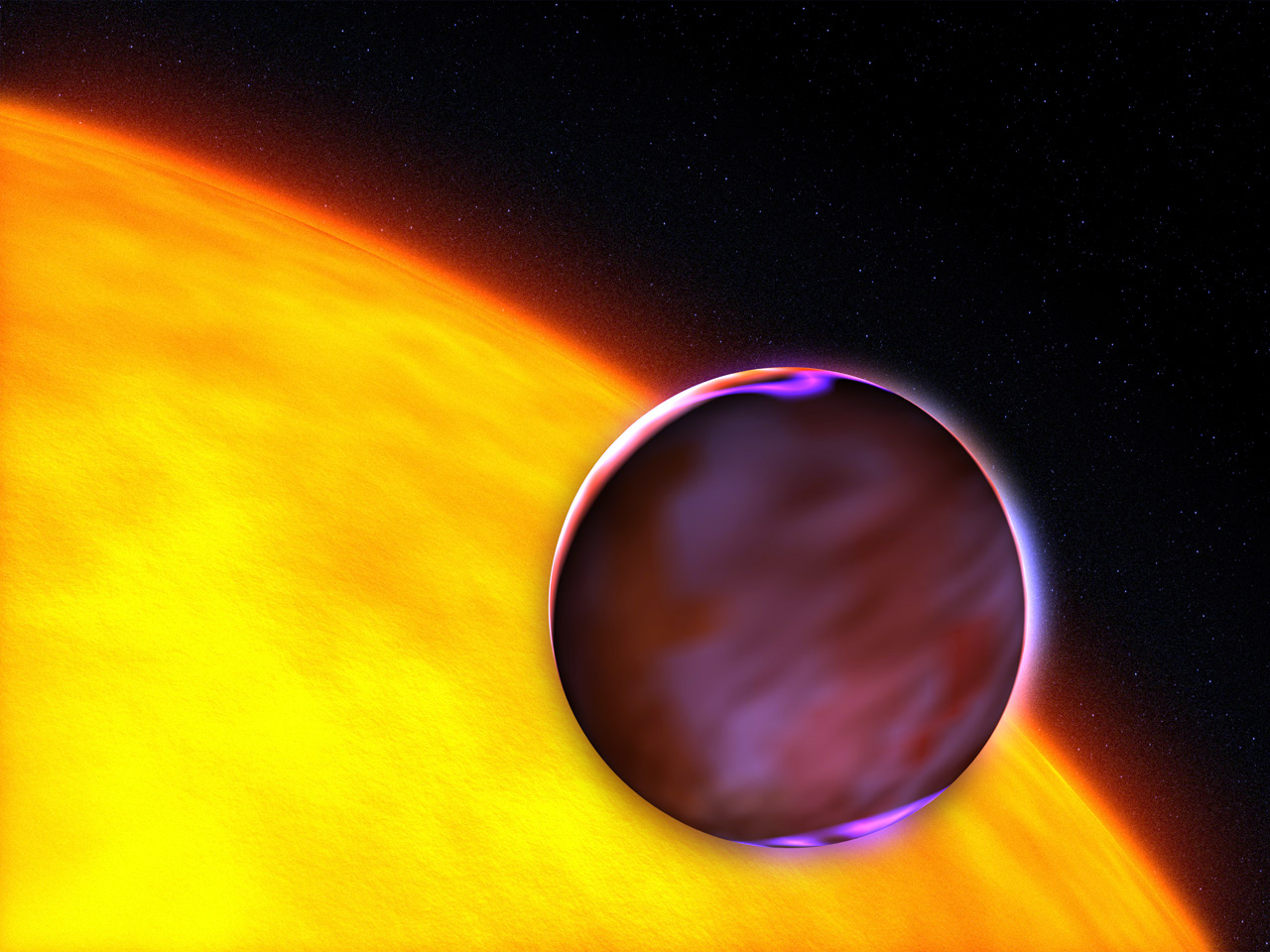
Художественное изображение горячей экстрасолнечной планеты XO-1 b

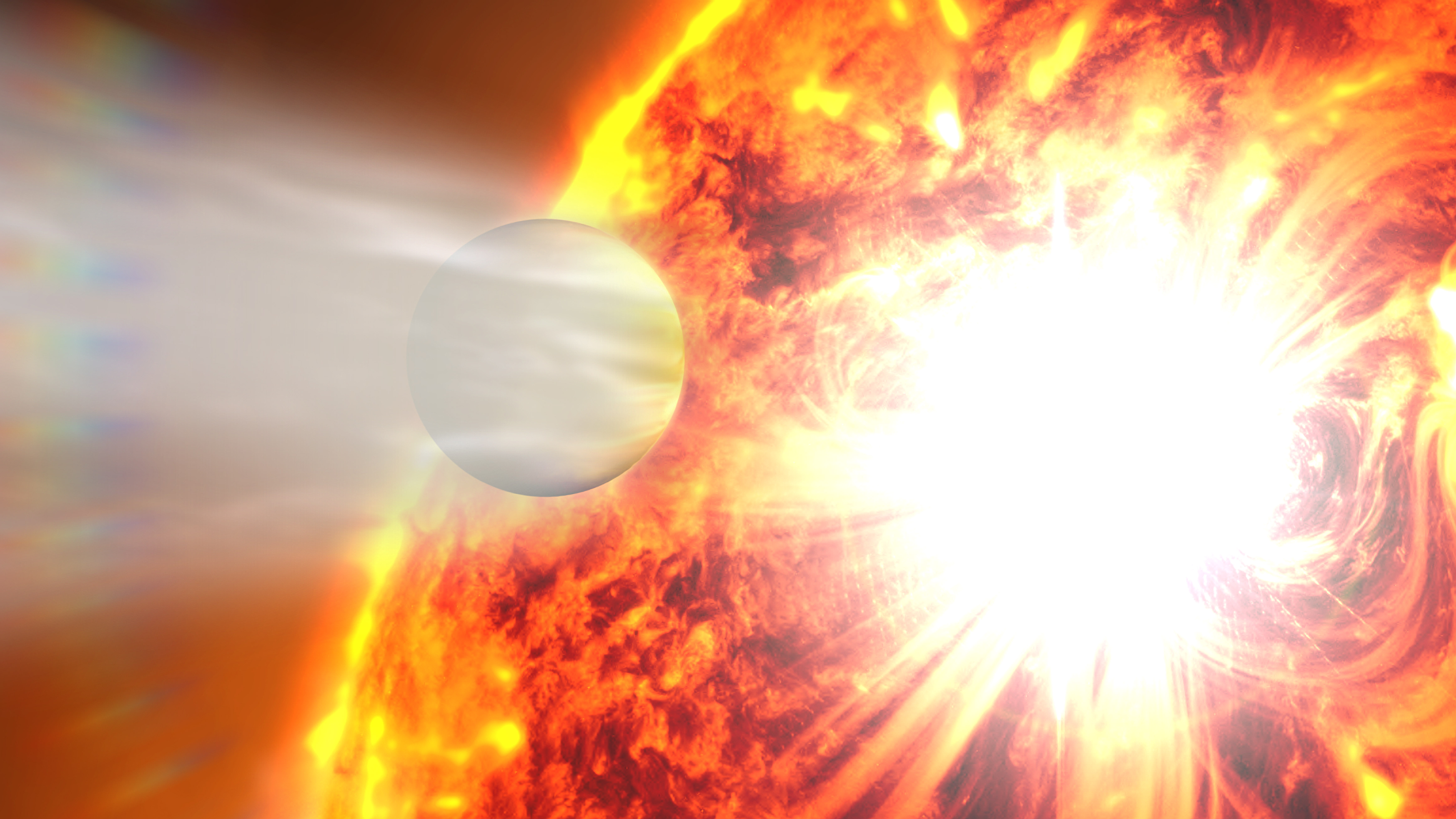
Планета HD 189733 b в представлении художника

Горячий юпитер — класс экзопланет с массой порядка массы Юпитера (1,9⋅1027 кг). В отличие от Юпитера, который находится на расстоянии 5 а. е. от Солнца, типичный горячий юпитер находится на расстоянии порядка 0,05 а. е. от своей звезды, то есть на один порядок ближе, чем Меркурий от Солнца и на два порядка ближе, чем Юпитер.
Горячие юпитеры в своё время занимали существенную долю списка открытых экзопланет, так как их проще всего обнаружить, поскольку они вносят заметные короткопериодические возмущения в движение звезды, которые могут быть обнаружены по смещению линий спектра. Кроме того, довольно велика вероятность прохождения планеты перед диском звезды, что позволяет оценить размер планеты по уменьшению светимости звезды. Согласно системе Сударского, горячие юпитеры относятся к IV—V классам.

## Типичные характеристики
- Нагревание поверхности до температуры 1000—1500 К (а иногда и почти до 3000 К), обусловленное близким расположением к звезде, вызывает дополнительное тепловое расширение, так что радиусы подобных планет больше, чем у аналогичных, но расположенных на бо́льшем расстоянии от родительской звезды.
- Эксцентриситет орбиты обычно близок к нулю, поскольку уменьшается из-за действия приливных сил[2].

## Происхождение
Считается, что возле самой звезды недостаточно материала для образования планет. Все планеты этого типа образовались во внешней части системы, а потом мигрировали к центру из-за торможения в газопылевом диске.

## Короткопериодические горячие юпитеры
Существует также подкласс горячих юпитеров, именуемый короткопериодическими горячими юпитерами. Они представляют собой «горячие-горячие» юпитеры, то есть наиболее близкие к звёздам горячие юпитеры. Период обращения таких планет вокруг звезды составляет 1—2 дня, а температура может часто достигать 2000 °C (при этом эффективная температура самой звезды часто лишь в 2—3 раза больше температуры поверхности планеты). Наиболее горячим короткопериодическим горячим юпитером (а также самой горячей известной экзопланетой) с периодом обращения 1,48 суток до недавнего времени считалась планета KELT-9 b, открытая в 2016 году, однако в 2021 году сотрудникам Массачусетского технологического института удалось обнаружить горячий юпитер TOI-2109 b с периодом обращения всего 16 часов. Этой планете осталось существовать всего несколько миллионов лет, прежде чем приливное торможение вызовет её исчезновение в недрах светила.

## Рыхлые планеты
При очень малом расстоянии до звезды и не очень большой массе планеты (меньше 2 масс Юпитера) планета не удерживается своей гравитацией от разогрева, что приводит к её сильному термическому расширению и падению плотности до экстремально низких значений. Такая планета скорее представляет собой газовое облако, нежели полноценную планету и называется рыхлой планетой.

## Список
- 55 Рака b
- HAT-P-49 b
- HD 102195 b
- HD 149026 b
- HD 188753 Ab
- HD 189733 b
- TrES-1 b
- TrES-2 b
- WASP-1 b
- XO-1 b
- XO-2B b
- HD 209458 b